# Девриз, Грег
Грег Девриз (англ. Greg De Vries; 4 января 1973 Сандридж, Онтарио) — профессиональный канадский хоккеист. Амплуа — защитник.

## Игровая карьера
На драфте НХЛ не выбирался. 20 марта 1994 года как свободный агент подписал контракт с «Эдмонтон Ойлерз». 1 октября 1998 года обменян в «Нэшвилл Предаторз». 20 октября 1998 года обменян в «Колорадо Эвеланш». 14 июля 2003 года как неограниченно свободный агент подписал контракт с «Нью-Йорк Рейнджерс». 9 марта 2004 года обменян в «Оттаву Сенаторз». 23 августа 2005 года обменян в «Атланту Трэшерз». После двух сезонов в «Трэшерз», в качестве свободного агента подписал контракт со своим бывшим клубом «Нэшвилл Предаторз».

## Награды
- Обладатель Кубка Стэнли, 2001 («Колорадо Эвеланш»)

## Статистика
```
                                            --- Regular Season ---  ---- Playoffs ----
Season   Team                        Lge    GP    G    A  Pts  PIM  GP   G   A Pts PIM
--------------------------------------------------------------------------------------
1991-92  Bowling Green State Unive   NCAA   24    0    3    3   20
1992-93  Niagara Falls Thunder       OHL    62    3   23   26   86   4   0   1   1   6
1993-94  Niagara Falls Thunder       OHL    64    5   40   45  135  --  --  --  --  --
1993-94  Cape-Breton Oilers          AHL     9    0    0    0   11   1   0   0   0   0
1994-95  Cape-Breton Oilers          AHL    77    5   19   24   68  --  --  --  --  --
1995-96  Cape-Breton Oilers          AHL    58    9   30   39  174  --  --  --  --  --
1995-96  Edmonton Oilers             NHL    13    1    1    2   12  --  --  --  --  --
1996-97  Hamilton Bulldogs           AHL    34    4   14   18   26  --  --  --  --  --
1996-97  Edmonton Oilers             NHL    37    0    4    4   52  12   0   1   1   8
1997-98  Edmonton Oilers             NHL    65    7    4   11   80   7   0   0   0  21
1998-99  Nashville Predators         NHL     6    0    0    0    4  --  --  --  --  --
1998-99  Colorado Avalanche          NHL    67    1    3    4   60  19   0   2   2  22
1999-00  Colorado Avalanche          NHL    69    2    7    9   73   5   0   0   0   4
2000-01  Colorado Avalanche          NHL    79    5   12   17   51  23   0   1   1  20
2001-02  Colorado Avalanche          NHL    82    8   12   20   57  21   4   9  13   2
2002-03  Colorado Avalanche          NHL    82    6   26   32   70   7   2   0   2   0
2003-04  New York Rangers            NHL    53    3   12   15   37  --  --  --  --  --
2003-04  Ottawa Senators             NHL    13    0    1    1    6   7   0   1   1   8
2005-06  Atlanta Thrashers           NHL    82    7   28   35   76  --  --  --  --  --
2006-07  Atlanta Thrashers           NHL    82    3   21   24   66   4   1   0   1   4
2007-08  Nashville Predators         NHL    77    4   11   15   71   6   1   0   1   2
2008-09  Nashville Predators         NHL    71    1    4    5   65  --  --  --  --  --
--------------------------------------------------------------------------------------
         NHL Totals                        878   48  146  194  780 111   8  14  22  91

```